# Lichenomphalia
Lichenomphalia (kalichovka) je rod lupenotvarých hub a současně bazidiolišejník. Většina druhů tohoto rodu má nenápadnou lichenizovanou stélku, které obsahuje drobné, téměř mikroskopické zelené kuličky, které nejsou ničím jiným než jednobuněčnou zelenou řasou rodu Coccomyxa, které jsou propojené řídkou sítí houbových vláken.
Plodnice jsou naopak velké a nápadné, nelichenizované, čímž připomínají běžnou plodnici lupenotvarých hub. Dříve byla většina druhů klasifikována v příbuzných rodech, Omphalina či Gerronema.